# Graben (Wipperfürth)
Graben ist eine Ortschaft  von Wipperfürth im Oberbergischen Kreis im Regierungsbezirk Köln in Nordrhein-Westfalen (Deutschland). Die Ortschaft gehört zum Ortsteil Agathaberg.

## Lage und Beschreibung
Graben liegt im Süden des Stadtgebietes von Wipperfürth an der Grenze zu Lindlar. Nachbarorte sind Waldheim, Abshof, Schlade und Stüttem.
Politisch wird der Ort durch den Direktkandidaten des Wahlbezirks 14.1 (141) Agathaberg im Rat der Stadt Wipperfürth vertreten.

## Geschichte
1548 wurde der Ort erstmals urkundlich erwähnt. „Grawen“ wird in den Listen der bergischen Spann- und Schüppendienste genannt. Die historische Karte Topographia Ducatus Montani aus dem Jahre 1715 zeigt einen einzelnen Hof und benennt diesen mit „Grafen“. Die Karte Topographische Aufnahme der Rheinlande von 1825 zeigt Graben auf umgrenztem Hofraum mit vier separaten Gebäudegrundrissen.
Aus dem Jahr 1800 stammt ein aus Sandstein gefertigtes Wegekreuz, das heute unter Denkmalschutz steht. Es besteht aus einem Kruzifix mit steinernem Korpus und INRI-Schild und der Inschrift „ES IST VOLBACHT“. Im Mittelteil befindet sich eine rundbogige Nische mit einem Relief des hl. Apollinaris.

## Busverbindungen
Über die Haltestelle des Nachbarortes Stüttem der Linie 332 (VRS/OVAG) ist eine Anbindung an den öffentlichen Personennahverkehr gegeben.

## Wandern
Die SGV-Hauptwanderstrecke X19 (Schlösserweg) von Düsseldorf nach Dillenburg und der Wipperfürther Rundweg führen durch den Ort.